# Liste der Baudenkmale in Essen (Oldenburg)
Die Liste der Baudenkmale in Essen (Oldenburg) enthält Baudenkmale in Essen (Oldenburg) und den Dörfern Addrup, Ahausen, Barlage, Bartmannsholte, Bevern, Brokstreek, Brook, Felde, Gut Lage, Osteressen, Sandloh und Uptloh. In den Dörfern Beverdiek, Bokel, Calhorn, Darrel, Herbergen, Hülsenmoor, Nordholte und Stadtsholte befinden sich keine Baudenkmale. Der Stand der Liste ist das Jahr 2018.

## Addrup
| Lage                                                   | Bezeichnung | Beschreibung | ID | Bild |
| ------------------------------------------------------ | ----------- | ------------ | -- | ---- |
| Ünnern Esk 6 52° 43′ 18″ N, 8° 0′ 53″ O                | Hofanlage   | [ 1 ]        |    | BW   |
| Lüscher Straße 7/Ünnern Esk 52° 43′ 38″ N, 8° 1′ 12″ O | Ehrenmal    | [ 1 ]        |    |      |

## Ahausen
| Lage                                         | Bezeichnung                  | Beschreibung | ID | Bild |
| -------------------------------------------- | ---------------------------- | ------------ | -- | ---- |
| Ahauser Straße 53 52° 43′ 22″ N, 7° 55′ 1″ O | Wohn- und Wirtschaftsgebäude | [ 1 ]        |    | BW   |
| Farwicker Weg 2 52° 43′ 5″ N, 7° 53′ 50″ O   | Hofanlage                    | [ 1 ]        |    | BW   |

## Barlage
| Lage                                                          | Bezeichnung                  | Beschreibung  | ID | Bild |
| ------------------------------------------------------------- | ---------------------------- | ------------- | -- | ---- |
| Barlager Straße 4 52° 44′ 46″ N, 7° 56′ 27″ O                 | Wohn- und Wirtschaftsgebäude | [ 1 ]         |    | BW   |
| Cloppenburger Straße/Felder Straße 52° 44′ 0″ N, 7° 56′ 54″ O | Pollen Boom                  | mit Bildtafel |    | BW   |

## Bartmannsholte
| Lage                                                | Bezeichnung                  | Beschreibung | ID | Bild |
| --------------------------------------------------- | ---------------------------- | ------------ | -- | ---- |
| Cloppenburger Straße 21 52° 45′ 14″ N, 7° 57′ 52″ O | Wohnhaus                     | [ 1 ]        |    | BW   |
| Zur breiten Wiese 12 52° 45′ 36″ N, 7° 58′ 56″ O    | Wohn- und Wirtschaftsgebäude | [ 1 ]        |    | BW   |
| Zur Forst                                           | Forstschutzhütte             | [ 1 ]        |    |      |

## Bevern
| Lage                                      | Bezeichnung | Beschreibung       | ID | Bild |
| ----------------------------------------- | ----------- | ------------------ | -- | ---- |
| Kirchstraße 7 52° 43′ 32″ N, 8° 0′ 26″ O  | Wohnhaus    | [ 1 ]              |    | BW   |
| Kirchstraße 32 52° 43′ 40″ N, 8° 0′ 32″ O | St. Marien  | Katholische Kirche |    |      |

## Brokstreek
| Lage                                         | Bezeichnung                     | Beschreibung                                                 | ID | Bild |
| -------------------------------------------- | ------------------------------- | ------------------------------------------------------------ | -- | ---- |
| Alte Straße 2 52° 41′ 47″ N, 7° 55′ 55″ O    | Villa                           | [ 1 ]                                                        |    | BW   |
| Bunner Straße 21 52° 41′ 50″ N, 7° 53′ 51″ O | Hofanlage                       | [ 1 ]                                                        |    | BW   |
| Bunner Straße 23 52° 41′ 55″ N, 7° 53′ 48″ O | Wohn- und Wirtschaftsgebäude    | [ 1 ]                                                        |    | BW   |
| Hohe Burg 9 52° 41′ 13″ N, 7° 55′ 10″ O      | Wohnwirtschaftsgebäude und Park | [ 1 ]                                                        |    | BW   |
| Bunner Straße 31 52° 42′ 45″ N, 7° 52′ 30″ O | Wohn-Wirtschaftsgebäude         | [ 1 ]                                                        |    | BW   |
| B68, Kilometer 70 52° 41′ 41″ N, 7° 56′ 0″ O | Kilometerstein                  | [ 1 ]                                                        |    | BW   |
| Uhlenflucht 31A 52° 41′ 34″ N, 7° 57′ 22″ O  | Hofanlage                       | Baudenkmalgruppe mit Wohnwirtschaftsgebäude und Nebengebäude |    | BW   |

## Brook
| Lage                                          | Bezeichnung | Beschreibung | ID | Bild |
| --------------------------------------------- | ----------- | ------------ | -- | ---- |
| Auf der Beilage 2 52° 42′ 32″ N, 7° 57′ 23″ O | Hofanlage   | [ 1 ]        |    | BW   |
| Zur Beilage 11 52° 42′ 15″ N, 7° 57′ 16″ O    | Hofanlage   | [ 1 ]        |    | BW   |

## Essen
| Lage                                                  | Bezeichnung                  | Beschreibung | ID       | Bild |
| ----------------------------------------------------- | ---------------------------- | --- | -------- | ---- |
| Achterort 18/Burgstraße 52° 43′ 0″ N, 7° 56′ 15″ O    | Lourdes-Grotte               | [ 2 ] [ 1 ] |          | BW   |
| Schneewall 52° 43′ 7″ N, 7° 56′ 46″ O                 | Friedhof mit Kapelle         | [ 1 ] |          | BW   |
| Alte Cloppenburger Straße 52° 43′ 59″ N, 7° 56′ 53″ O | Wegekreuz                    | | 34757040 | BW   |
| Alte Cloppenburger Straße 52° 43′ 59″ N, 7° 56′ 53″ O | Pollen-Boom                  | | 34757358 | BW   |
| Am Kirchplatz 6 52° 43′ 2″ N, 7° 56′ 25″ O            | St. Bartholomäus             | Katholische, neugotische, dreischiffige Hallenkirche aus Backstein, errichtet von 1870 bis 1875 durch den Architekten Ernst Klingenberg. Polygonaler, eingezogener, schiffshoher 5/8 Chor im Süden, im Chorpolygon unterhalb der Fenster durch kleine Arkaden geöffneten Nischen. Am Außenbau zeigt sich diese Raumerweiterung durch niedrige, vertikale, fensterlose Vorbauten, die im Brüstungsbereich mit pultdachähnlicher Abdeckung zwischen die Strebepfeiler des Chores eingefügt sind. Im Obergeschoss oktogonaler Turm im Norden, mit spitzem Helm und Ziergiebeln, massive Einbindung des Turmes in das Mittelschiff mit seitlichen Annexräumen. Spitzbogiges Portal mit mehrfach abgestuftem Gewände, darin schlichte rechteckige Holztür mit darüber stehender Heiligenfigur und Maßwerk im Tympanon. Verwendung von Sandstein für die spitzbogigen Maßwerkfenster, Abdeckungen an den Strebepfeilern sowie vereinzelt dekorative Details, insbesondere im Glockengeschoss. Hierin vier Bronzeglocken erhalten. Im Kircheninneren ziegelsichtige Bündelpfeiler und Kreuzgewölberippen als deutlicher Kontrast zu den hellen Putzflächen der Wände und Gewölbekappen. Das Vierungsjoch zum Chor erstreckt sich über alle drei Schiffe und ist vollständig in die Raumwirkung der weiten Kirchenhalle eingebunden. Historistische Raumausstattung erhalten. | 34755850 |      |
| Bahnhofstraße 2 52° 43′ 26″ N, 7° 56′ 43″ O           | Bahnhof Essen                | [ 1 ] |          |      |
| Ladestraße 52° 43′ 24″ N, 7° 56′ 42″ O                | Pflasterstraße               | [ 1 ] |          | BW   |
| Ladestraße 1 52° 43′ 7″ N, 7° 56′ 34″ O               | Villa                        | [ 1 ] |          | BW   |
| Ladestraße 5-7 52° 43′ 13″ N, 7° 56′ 38″ O            | Wohnhaus mit Nebengebäude    | [ 1 ] |          | BW   |
| Lange Straße 52 52° 43′ 11″ N, 7° 56′ 21″ O           | Wohn- und Geschäftshaus      | [ 1 ] |          | BW   |
| Lange Straße 53 52° 43′ 10″ N, 7° 56′ 22″ O           | Wohn- und Geschäftshaus      | [ 1 ] |          | BW   |
| Lange Straße 69 52° 43′ 3″ N, 7° 56′ 23″ O            | Nobiskrug                    | Gasthaus |          | BW   |
| Marktstraße 3 52° 43′ 4″ N, 7° 56′ 24″ O              | Wohnhaus                     | [ 1 ] |          | BW   |
| Marktstraße 5–7 52° 43′ 3″ N, 7° 56′ 23″ O            | Häusergruppe                 | [ 1 ] |          | BW   |
| Nadorster Weg 8 52° 43′ 44″ N, 7° 56′ 36″ O           | Hofanlage                    | [ 2 ] [ 1 ] |          | BW   |
| Nadorster Weg 13 52° 43′ 46″ N, 7° 56′ 35″ O          | Wohn- und Wirtschaftsgebäude | [ 1 ] |          | BW   |
| Nadorster Weg 15 52° 43′ 58″ N, 7° 56′ 34″ O          | Wohn- und Wirtschaftsgebäude | [ 1 ] |          | BW   |
| Peterstraße 6 52° 43′ 5″ N, 7° 56′ 24″ O              | Brands Scheune               | Ehemaliges Wohn-Wirtschaftsgebäude |          | BW   |
| Peterstraße 7 52° 43′ 5″ N, 7° 56′ 26″ O              | Villa Meyer                  | Rathaus |          |      |
| Peterstraße 16 52° 43′ 5″ N, 7° 56′ 32″ O             | Ehemaliges Pastorat          | [ 1 ] |          | BW   |
| Schulstraße 52° 43′ 6″ N, 7° 56′ 29″ O                | Missionskreuz                | [ 1 ] |          | BW   |
| Windmühlenweg 1 52° 43′ 36″ N, 7° 56′ 49″ O           | Diekmanns Mühle              | Windmühle |          |      |

## Felde
| Lage                                      | Bezeichnung                  | Beschreibung | ID | Bild |
| ----------------------------------------- | ---------------------------- | ------------ | -- | ---- |
| Felder Straße 3 52° 44′ 3″ N, 7° 57′ 6″ O | Wohn- und Wirtschaftsgebäude | [ 1 ]        |    | BW   |

## Gut Lage
| Lage                                           | Bezeichnung                  | Beschreibung                   | ID | Bild |
| ---------------------------------------------- | ---------------------------- | ------------------------------ | -- | ---- |
| Carumer Straße 9 52° 42′ 36″ N, 8° 4′ 22″ O    | Wohn- und Wirtschaftsgebäude | [ 1 ]                          |    | BW   |
| Dinklager Straße 19 52° 42′ 16″ N, 8° 3′ 27″ O | Gut Lage                     | Herrenhaus mit Alleen und Park |    |      |

## Osteressen
| Lage                                               | Bezeichnung                  | Beschreibung | ID | Bild |
| -------------------------------------------------- | ---------------------------- | ------------ | -- | ---- |
| Mühlendeich 2a 52° 42′ 51″ N, 7° 58′ 16″ O         | Backhaus                     | [ 1 ]        |    | BW   |
| Osteressener Straße 13 52° 42′ 57″ N, 7° 57′ 53″ O | Backhaus                     | [ 1 ]        |    | BW   |
| Osteressener Straße 12a 52° 42′ 54″ N, 7° 58′ 1″ O | Wohn- und Wirtschaftsgebäude | [ 1 ]        |    | BW   |
| Osteressener Straße 41 52° 42′ 58″ N, 7° 58′ 2″ O  | Wohn- und Wirtschaftsgebäude | [ 1 ]        |    | BW   |
| Osteressener Straße 47 52° 42′ 55″ N, 7° 58′ 8″ O  | Wohn- und Wirtschaftsgebäude | [ 1 ]        |    | BW   |
| Osteressener Straße 53 52° 42′ 30″ N, 7° 58′ 19″ O | Kleine Hofanlage             | [ 1 ]        |    | BW   |
| Zum Brokhagen Stau 8 52° 41′ 48″ N, 7° 58′ 4″ O    | Wohn- und Wirtschaftsgebäude | [ 1 ]        |    | BW   |

## Sandloh
| Lage                                           | Bezeichnung | Beschreibung | ID | Bild |
| ---------------------------------------------- | ----------- | ------------ | -- | ---- |
| Löninger Straße 26 52° 43′ 43″ N, 7° 55′ 41″ O | Hofanlage   | [ 1 ]        |    | BW   |

## Uptloh
| Lage                                      | Bezeichnung                  | Beschreibung | ID | Bild |
| ----------------------------------------- | ---------------------------- | ------------ | -- | ---- |
| Loher Riege 4 52° 43′ 38″ N, 7° 59′ 41″ O | Nebengebäude                 | [ 1 ]        |    | BW   |
| Ünnern Esk 11 52° 42′ 44″ N, 8° 0′ 37″ O  | Wohn- und Wirtschaftsgebäude | [ 1 ]        |    | BW   |
| Wangerpohl 1 52° 42′ 18″ N, 8° 1′ 37″ O   | Wohn- und Wirtschaftsgebäude | [ 1 ]        |    | BW   |